# Bohumil Modrý
Pour les articles homonymes, voir Modrý.
Temple de la renommée de l'IIHF : 2011
Bohumil Modrý (né le 24 septembre 1916 à Prague et mort le 21 juin 1963 à Prague) est un joueur de hockey sur glace de l'équipe nationale de Tchécoslovaquie. Il gagna une médaille d'argent aux Jeux olympiques d'hiver de 1948.